# Sónia Brazão
Sónia Margarida Miranda da Fonseca (Lisboa, 1 de Fevereiro de 1975), mais conhecida como Sónia Brazão, é uma atriz portuguesa. Também já foi apresentadora de televisão, cantora e modelo.

## Vida pessoal
Começou a dançar com apenas oito anos de idade. Formou-se num conservatório, onde entrou aos doze anos, tendo estudado ballet clássico e danças modernas e contemporâneas. Aos dezanove anos, uma lesão num joelho impediu-a de trabalhar nessa na área da dança durante um ano, durante o qual foi vendedora numa loja. Integrou o coro do grupo A Fúria do Açúcar e o girl group Tentações. Viveu durante um ano na Figueira da Foz.

## Condenação
A 3 de junho de 2011, ficou ferida numa explosão de gás na sua casa em Algés, tendo ficado com queimaduras graves em quase todo o corpo. No momento da explosão, Sónia Brazão teria uma taxa de álcool no sangue de 4,27 g/l. A explosão provocou estragos no valor de 320 mil euros, que as seguradoras (Império Bonança e Seguros Tranquilidade) tentaram cobrar durante vários anos, depois do tribunal ter apurado que Sónia Brazão era culpada do incidente. A 18 de julho de 2011 teve alta, abandonando, um mês depois de ter sido internada, o Hospital de São José, em Lisboa.
Em maio de 2012, o Ministério Público decidiu acusar Sónia Brazão do crime de libertação de gases asfixiantes e explosão, que poderia ser punido até oito anos de prisão. O início do julgamento teve lugar a 1 de outubro de 2013. O Ministério Público pediu uma pena de prisão não inferior a quatro anos para Sónia, por considerar que a atriz, numa tentativa de suicídio, provocou a explosão do seu apartamento. Em novembro de 2013, a atriz foi condenada a três anos de prisão com pena suspensa pela explosão do seu apartamento. O Tribunal de Oeiras considerou que a atriz agiu com dolo ao ligar os bicos do fogão e considerou provado que esta quis pôr termo à vida. Para a procuradora do Ministério Público, apenas se aceitaria a suspensão se Sónia tivesse acompanhamento médico psiquiátrico por todo o período que for determinada a suspensão. A 22 de outubro de 2014, Sónia Brazão foi declarada insolvente, depois de ter apresentado em tribunal provas da falta de rendimentos, o que a impede de liquidar as suas dívidas.

## Retorno
Desde 2011 sem trabalho como atriz, em janeiro de 2019 participou na peça teatral Procuro o Homem da Minha Vida. Marido Já Tive, pela companhia de teatro DRAMAX no Auditório Municipal Eunice Muñoz, em Oeiras.

## Carreira artística
Depois de um casting para um programa de televisão, foi convidada para participar num espectáculo de vaudeville em Lisboa e, pouco depois, integrou a grupo feminino Tentações. Figura alta e elegante, cativou as atenções. Em 2002, foi apresentadora da campanha política do PSD.
As suas participações televisivas foram as seguintes:
- Participação especial em O Bando dos Quatro, RTP, 1992
- Elenco principal, Violeta em Camaleão Virtual Rock, RTP, 1998
- Participação especial em Médico de Família (série), SIC, 1998
- Apresentadora do programa Reis da Música Nacional, TVI, 1999-2000
- Apresentadora do programa Ri-te, Ri-te, TVI, 1999-2000
- Elenco principal, Cristina Prata em Super Pai, TVI, 2000-2001
- Elenco principal, Carolina em Nunca Digas Adeus, TVI, 2001
- Participação especial, em Sociedade Anónima, RTP, 2001
- Elenco principal, Dulce em Bons Vizinhos, TVI, 2002
- Elenco principal, Beatriz Sampaio em Amanhecer, TVI, 2002-2003
- Participação especial em Maré Alta, SIC, 2004
- Participação especial em Inspector Max, TVI, 2005
- Elenco principal, Julieta Borges em Morangos com Açúcar Séries III e IV, TVI, 2005-2006 /2006-2007
- Elenco principal, Gabriela em Detective Maravilhas, TVI, 2007
- Elenco principal, Idália e Nana em dois episódios de Casos da Vida, TVI, 2008
- Elenco principal, Susana Mendes em A Outra, TVI, 2008
- Elenco principal, Teresa Rodrigues em Deixa Que Te Leve, TVI, 2009-2010
- Elenco principal, Laura em Mar de Paixão, TVI, 2010-2011
- Elenco principal, Célia em Redenção, TVI, 2011
- Elenco adicional, Teté em A Família Mata, SIC, 2011
- Concorrente, em A Tua Cara Não Me É Estranha, TVI, 2012
- Concorrente, em Splash! Celebridades, SIC, 2013